# Provincia di Punilla
La provincia di Punilla è una delle province della regione cilena di Ñuble il capoluogo è la città di San Carlos.	
La provincia è costituita da 5 comuni:
- Coihueco
- Ñiquén
- San Carlos
- San Fabián
- San Nicolás